# Рихлава
Рихлава (пол. Rychława) — село в Польщі, у гміні Нове Свецького повіту Куявсько-Поморського воєводства.
Населення — 231 особа (2011).
У 1975-1998 роках село належало до Бидгощського воєводства.

## Демографія
Демографічна структура станом на 31 березня 2011 року:
|          | Загалом | Допрацездатний вік | Працездатний вік | Постпрацездатний вік |
| -------- | ------- | ------------------ | ---------------- | -------------------- |
| Чоловіки | 119     | 26                 | 78               | 15                   |
| Жінки    | 112     | 22                 | 69               | 21                   |
| Разом    | 231     | 48                 | 147              | 36                   |